# Eudald Canibell
Eudald Canibell Masbernat (Barcelona, 26 de noviembre de 1858-2 de abril de 1928) fue un dibujante y tipógrafo español. Anarquista, también fue «librepensador, republicano federal y catalanista».

## Biografía
Nacido en 1858 en Barcelona, se formó como tipógrafo en el Ateneo Catalán de la Clase Obrera. Colaboró en varios periódicos en catalán, como La Bandera Catalana (1875); el Diari Catalá (1879-1881), el primer diario escrito en catalán, fundado por Valentí Almirall, considerado el padre del catalanismo político; o La Ilustració Catalana (1880-1883). También participó en periódicos anarquistas como La Tramontana, Acracia o Ciencia Social. En 1878 empezó a trabajar en la imprenta más importante de Barcelona, la Tipografía, que regentaba el líder anarcocolectivista Rafael Farga Pellicer. Allí estuvo hasta 1891, año en que pasó a trabajar en la Biblioteca Pública Arús que había creado el filántropo federal-catalanista Rossend Arús, consiguiendo que se guardaran allí los archivos de la FRE-AIT.
En 1876 fue uno de los fundadores de la Asociación Catalanista de Excursiones Científicas, «la primera de este tipo creada en España, cuyo nombre ya denota que el primer excursionismo es catalanista y quiere ser científico». En su seno creó, junto con Ramón Arabia y otros, una sección de folclore catalán, «la primera de su género».
También trabajó como ilustrador de naipes, muchos de cuyas colecciones son hoy muy cotizadas. En 1881 fue miembro de la comisión federal de la Federación de Trabajadores de la Región Española. En el año 1891 publicó el boletín El Arte de la Imprenta y en la fundición tipográfica de Antoni López, diseñó el tipo gótico Tortis.
Con el dibujante Josep Lluís Pellicer y el impresor Josep Cunill fundó en 1897 el Institut Català de les Arts del Llibre y una escuela práctica profesional, que fueron disueltos en 1939. También dirigió La Ilustració Catalana (1880), la Revista Gráfica (1900), y el Anuario Tipográfico de la Casa Neufville (1910-1922). Participó en el Primer Congreso Catalanista de 1880, fue redactor de L'Avenç (1881-1893) de 1881 a 1893 y organizó la Exposición del Libro Catalán de 1906.
En 1905 organizó la primera Escuela Práctica de Artes Gráficas de España.
Era miembro de la masonería —perteneció a la logia Emancipación donde adoptó el nombre de Bakunin— e intentó crear una masonería que fuera de obediencia exclusivamente catalana con la fundación en 1886 de la Gran Logia Simbólica Regional Catalano-Balear.

## Obras
- Efemérides de la tipografía española y americana (1891)
- Guía de Montserrat (1898)
- Heribert Mariezcurrena i la introducció de la fototípia y del gravat a Espanya (1900)
- Álbum caligráfico universal (1901)
- Tipos góticos incunables para impresiones artísticas y ediciones de bibliófilo (1904), con Sangenís.[5]
- Estudi iconogràfic del rei Jaume I el Conquistador (1909)
- Bibliografia Medical de Catalunya (1918)